# Mitzura Arghezi
Mitzura Domnica Arghezi (également orthographiée Mițura, née Domnica Theodorescu ; 10 décembre 1924 – 27 octobre 2015) est une actrice, plasticienne et femme politique roumaine, également active en tant que ballerine, éditrice de livres et conservatrice de musée. Elle est la fille du poète-journaliste Tudor Arghezi, la sœur de l'écrivain Baruțu T. Arghezi (en), ainsi que la demi-sœur du photographe d'art Éli Lotar. Son enfance se passe à Mărțișor, la propriété de son père à Bucarest, et devient l'inspiration pour ses livres pour enfants, illustrés par une Mitzura adulte. Elle est formée à la danse par Floria Capsali (en) et apparaît dans des spectacles musicaux à la fois pour l'Opéra national et le Théâtre national de Bucarest. Pendant et peu après la Seconde Guerre mondiale, elle expose son travail dans le domaine des arts graphiques, acclamé par la critique. La carrière de Mitzura dans les arts visuels et les lettres est interrompue par la persécution de sa famille au début du communisme roumain. Considérée comme une enfant « de la bourgeoisie » par Scînteia, elle est contrainte de renoncer à ses études à l'Université de Bucarest et de se consacrer plutôt à devenir actrice. Elle est diplômée de l'Institut de Théâtre Caragiale au moment où Arghezi Sr est en rééducation.
Faisant ses débuts à l'écran avec In Our Village (en) (1951), Arghezi revient dix ans plus tard avec un rôle principal dans Doi vecini, basé sur une histoire comique de son père et marquant les débuts en tant que réalisateur de son collègue de l'Institut Geo Saizescu. Cela est suivi en 1964 par un autre rôle important, celui de Gena dans Titanic Waltz. Même si elle continue à apparaître dans des films et fait partie de la compagnie du Théâtre national, à partir de 1967, elle se concentre principalement sur la préservation de l'héritage de son défunt père et, en 1975, elle est responsable du Mărțișor, rouvert en tant que musée. Après l'auto-exil de Baruțu et la mort de Lotar, elle prend le contrôle total de la gestion du domaine, suscitant une controverse avec son interprétation rigide du droit d'auteur et étant accusée d'avoir volé les recherches d'autrui dans son propre travail en tant que rédactrice en chef du corpus Tudor Arghezi. Elle est également critiquée pour ses prétendus compromissions avec les gouvernements communistes et, jusqu'à son grand âge, elle reste catégorique sur le fait que la Roumanie socialiste est préférable aux États-Unis.
Bien qu'elle fasse partie des Székely, Arghezi est une partisane du nationalisme roumain et exprime à plusieurs reprises ses soupçons à l'égard de la minorité hongroise. Après la Révolution roumaine de 1989, elle entre en politique au sein du Parti de l'unité nationale roumaine et se présente aux élections de septembre 1992. Elle rejoint ensuite le Parti de la Grande Roumanie (PRM) de Corneliu Vadim Tudor ; pendant plusieurs mois en 1995, elle est la première titulaire d'un secrétariat gouvernemental canalisant le soutien à la diaspora roumaine. Arghezi est élue à la Chambre des députés pour le județ d'Olt lors des élections générales de 1996 et réélue en 2000 (quand elle devient également la première femme à présider une session de la Chambre). Appelant ouvertement à l'interdiction de l'Union démocrate magyare, elle est également une opposante à la Convention démocratique roumaine, alors au pouvoir. Arghezi défend l'image du PRM en tant que force nationaliste modérée, exprime son soutien à l'intégration européenne et parle du philosémitisme de son père, tout en restant fidèle à Vadim Tudor tout au long du déclin du PRM et des divisions factionnelles. Elle décède en 2015, quelques semaines après la mort de Vadim Tudor, et est enterrée à Mărțișor au milieu d'une controverse entourant son héritage.

## Biographie

### Origines et jeunesse
Arghezi est né à Bucarest le 10 décembre 1924,. Son père est Tudor Arghezi, alors écrivain de renommée nationale, qui célèbre sa naissance avec le poème Cântec de adormit Mitzura (« Une chanson pour faire dormir Mitzura ») et compose une nouvelle pièce lyrique pour chacun de ses anniversaires. Sa mère, Paraschiva, issue d'une famille rurale de Roumains de Bucovine, est la deuxième épouse d'Arghezi. Plus précisément, elle et sa sœur Saveta (« Tătana ») appartiennent au clan Burda des yeomen, originaires de Bunești ou de Pleșești. Elles deviennent orphelines très tôt, après la mort de leurs parents d'une intoxication alimentaire. L'autre enfant de Paraschiva et Tudor, Baruțu T. Arghezi (en), naît le 28 décembre 1925. Comme l'observe plus tard l'ami de la famille Constantin Beldie (en), le couple est marié depuis 15 ans avant d'avoir un enfant, qui risque donc d'être « gâté » par leurs parents aimants. Tudor a été marié à Constanța Zissu, dont il a un autre fils, Eliazar Theodorescu,. Au moment précis de la naissance de Mitzura, Eliazar s'est rebellé contre son éducation, quittant la Roumanie pour tenter sa chance en France et y établissant sa renommée en tant que photographe-cinéaste sous le nom d'Éli Lotar,.

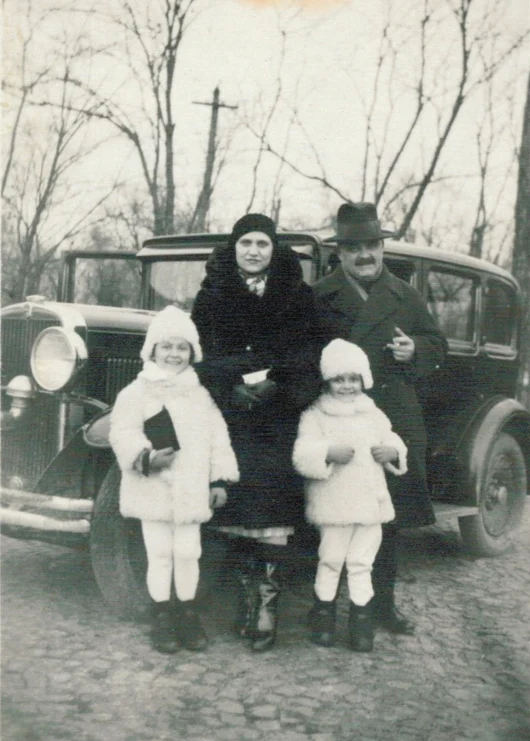
Paraschiva, Tudor, Mitzura et Baruțu Arghezi lors d'une sortie dans les années 1930.

Tudor et sa famille immédiate ne sont officiellement enregistrés sous le nom de « Arghezi » qu'à partir d'avril 1956 ; bien que Mitzura ait pris le nom de famille célèbre, dans un article de 2002, elle le qualifie de « doux fardeau », qui l'a toujours vue comparée à son père. Tout au long de sa vie, elle soutient le nationalisme roumain, présentant Arghezi Sr comme un « bon Roumain » et étant elle-même critique envers la communauté hongroise de Roumanie. Du côté de son père, elle a des origines ethniques diverses. Celles-ci sont longtemps occultées par Arghezi Sr et ne deviennent accessibles qu’après des recherches dans les archives dans les années 1970. Les archives recueillies à l'époque indiquent que Tudor est né hors mariage du pâtissier roumain Nae Theodorescu, originaire d'Olténie, et a pris son nom de famille. La mère de Tudor, Rozalia, est une domestique de Transylvanie (à l'époque en Autriche-Hongrie), qui a également des enfants issus d'autres relations ; l'un d'eux est l'avocat Alexandru Arghezi Pârvulescu, qui révèle en 1975 que « Arghezi » est aussi le nom de famille original de Rozalia, et non un pseudonyme littéraire inventé par son fils. Rozalia donne son origine ethnique comme étant « allemande », rapportant qu'elle s'est convertie du catholicisme à l'orthodoxie roumaine — bien que plusieurs de ses contemporains la connaissent déjà comme une Hongroise, et plus particulièrement une Székely, qui a appris à ses fils à parler sa langue maternelle. En 2015, le journaliste István Ferenczes découvre son acte de naissance sous le nom de « Rozalia Ergézi » de Vlăhița, établissant ainsi son origine parmi les Székelys de Bucovine.
Domnica passe ses premières années à Mărțișor, un domaine que son père a acheté et développé à Văcărești, au sud de Bucarest, en 1926. Cette nouvelle maison n'est entièrement construite qu'en 1931, après qu'Arghezi Sr eut asséché un marais et prolongé une route pavée. Mitzura et ses deux frères sont tous en partie élevés par leur grand-mère paternelle Rozalia, qui vit avec eux à Mărțișor ; elle est remarquablement discrète lors de sa présentation, ce qui amène certains de ses amis proches à supposer qu'elle est une gouvernante plutôt que la grand-mère des enfants. Après que le plus jeune n'ait plus eu besoin de ses services, Tudor force sa mère à quitter la maison et à s'installer dans un appartement loué ou, selon Beldie, dans un monastère. Mitzura raconte un jour à ce dernier que Rozalia était la belle-mère d'Arghezi et a donc été puni pour avoir maltraité Tudor dans son enfance ; elle rapporte également qu'Alexandru a également été rejeté par la « tribu Arghezi » pour avoir dit du mal d'eux. Beldie note qu'une autre épouse de Nae Theodorescu, une gréco-roumaine, est en bons termes avec la famille et donne à Mitzura ses premières leçons d'anglais.
Comme le rapporte Mitzura elle-même, l'écrivain aime ses deux plus jeunes enfants et en fait les sujets littéraires de son Livre des Jouets, qui raconte sa fascination pour leur développement précoce ; le livre esr très critiqué par Beldie, qui constate que ses seuls lecteurs possibles sont les femmes au foyer. Cependant, il félicite Arghezi Sr pour ne pas abuser de ses enfants et pour avoir finalement laissé sa vision du monde « anarchique » éclairer son approche de l'éducation des enfants. L'affection du père est consignée dans une lettre de septembre 1927 qu'il envoie à son patron AL Zissu depuis Râșnov, où il est en vacances lorsque Mitzura est frappé par une maladie. Comme il l'avoue : « Je n'étais plus capable d'écrire une seule ligne jusqu'à aujourd'hui, où la lumière de ses yeux brillait à nouveau, où elle pouvait à nouveau sourire ». Créant sa propre imprimerie à Văcărești, il conçoit très tôt un projet visant à former Mitzura comme illustratrice et Baruțu comme typographe. Sa méthode est également anti-littéraire ; comme il l'explique en 1935, il ne lit jamais à ses enfants, car « la littérature est une chose strictement intime ». Comme le note l'historien littéraire Mircea Zaciu (en), Mitzura est toujours moins instruite que son père : alors qu'Arghezi Sr, qui a passé du temps en Suisse, utilise un français compétent dans sa correspondance, les lettres françaises de Mitzura sont « puériles [et] immatures », ainsi qu'agrammaticales.
Les deux enfants de Theodorescu débutent très tôt dans les arts, Baruțu publiant sa première œuvre en prose en 1939. Mitzura travaille pendant un certain temps dans la troupe de ballet de l'Opéra national et apparaît dans des spectacles mis en scène par Floria Capsali (en), avec qui elle s'entraîne déjà en 1943. Elle abandonne finalement cette voie car, comme elle le dit, « la vie d'un danseur est très contrainte ». Bien que « connue principalement comme ballerine et actrice », elle fait également ses débuts en tant qu'artiste visuelle, avec des dessins à l'encre qui sont repris par un magazine de Bucarest au cours de la même période. L'écrivain et pasteur orthodoxe Valeriu Anania, qui visite Mărțișor dans les années 1950, se souvient que ses murs sont décorés de ses gravures. En avril 1943, au plus fort de la Seconde Guerre mondiale, quinze de ses croquis sont exposés à la société d'artistes Grupul Grafic et sont évalués positivement par Ion Frunzetti (en). Frunzetti affirme qu'elle a trouvé la perfection dans le dessin au trait et le dessin animalier, notamment avec son « délicieux panorama » de la vie domestique. Dans des réflexions ultérieures sur ces événements, Baruțu soutient que Dimitrie Dimitriu-Nicolaide de Grupul est celui qui a approché sa sœur pour la faire figurer dans la série. Comme il le note, Dimitriu et ses collègues sont « en désaccord » avec l'esthétique fasciste promue par le Conducător roumain en temps de guerre, Ion Antonescu.

### Marginalisation et rétablissement
Peu de temps après, le père de Mitzura commence à remettre ouvertement en question la participation de la Roumanie à la guerre en tant qu'allié du Troisième Reich et met Antonescu en colère avec sa prose satirique, dans laquelle il cible l'ambassadeur Manfred von Killinger. Comme Baruțu le rapporte en 1960, l'attaque définitive contre Killinger est lue pour la première fois à un public exclusivement familial, y compris Mitzura ; en l'entendant, Paraschiva s'exclame : iar ți sa făcut de pușcărie (« il semble que vous ayez hâte de retourner derrière les barreaux »). Ce travail aboutit en effet à son bref internement à Târgu Jiu,. Mitzura et Paraschiva lui rendent visite en octobre 1943 et se trouvent traitées avec un respect inhabituel par la garnison locale des forces terrestres, dont l'état-major approuve discrètement la lutte patriotique contre le nazisme par Arghezi.
Le retour du poète est ouvertement célébré pendant l'intermède qui suit la chute d'Antonescu en août 1944. À cette époque, le Parti communiste roumain, soutenu par l'Union soviétique et ses forces d'occupation, connaît une influence croissante. En février 1945, l'idéologue communiste Miron Radu Paraschivescu (en) accuse l'écrivain d'avoir soutenu la Garde de Fer fasciste et d'avoir embrassé l'antisoviétisme, soulignant que l'incident de Killinger était inhabituel. Selon Paraschivescu, Éli Lotar, qui a embrassé les idées « révolutionnaires » et a abandonné sa famille, est « le premier fils de T. Arghezi — son premier, et pas seulement chronologiquement ». D'autres communistes considèrent Arghezi Sr comme un allié extérieur. En août, les contacts entre le parti et les Arghezi sont médiatisés par Radu Bogdan de Scînteia ; comme il le rappelle dans un article de 1993, l'effort est voué à l'échec : « Toutes les personnes présentes dans cette maison, y compris Lady Paraschiva, Tătana (sa sœur), Mițura et Baruțu, sans parler de l'écrivain lui-même, ont été stupéfaites par l'armée d'occupation et son comportement. [...]. Les espoirs de la famille se tournaient exclusivement vers les Anglo-Américains ». Pendant un certain temps, les tentatives de rapprochement ne faiblissent pas. En décembre 1946, un banquet est organisé en l'honneur de l'écrivain par le ministère de la Culture, alors dirigé par Mihai Ralea (en). Les performances comprennent un numéro de danse de Mitzura.
Mitzura apparait alors comme danseuse d'accompagnement dans la version de Marin Iorda des Fourberies de Scapin au Théâtre ouvrier de Giulești, la production inaugurale de cette institution. Supervisée par Capsali, elle et ses camarades ballerines sont saluées par Tudor Șoimaru (en) dans Adevărul comme « agiles et gracieuses ». Son retour en tant qu'illustratrice a lieu plus tôt cette année-là, lorsqu'elle conçoit la couverture de l'édition roumaine de Le Vent dans les saules de Kenneth Grahame. Ses dessins et une aquarelle sont présentés lors d'une exposition indépendante au Căminul Artei de Bucarest. Ils lui valent les encouragements du critique d'art George Oprescu, qui trouve que ses dessins rappelle Henri Matisse et Nicolae Tonitza, « ce qui n'est pas une mauvaise chose ». Un tel travail se poursuit au début de 1947, lorsque Editura Socec publie Țara Piticilor (« Terre des nains ») de Tudor Arghezi avec les dessins de sa fille. Le jour de Noël, Arghezi Sr réalise un autre projet qui lui tient à cœur en travaillant avec ses deux enfants sur un livret artisanal auto-publié, Drumul cu povești (« Un chemin d'histoires »). En juin 1948, Mitzura et Baruțu, aux côtés de Cora Benador et d'autres, appaissent dans un récital de ballet au Théâtre national de Bucarest.
Durant les premières années du communisme roumain, introduit comme démocratie populaire au début de 1948, Tudor Arghezi est fustigé dans les éditoriaux de Scînteia rédigés par Sorin Toma. Toma le dépeint comme une voix d'une littérature décadente ; un épisode de son exposé traite de la croyance d'Arghezi dans la vitalité comme principe d'éducation de ses propres enfants. L'article suggère que cette notion même reflète la prédication pour l'individualisme d'Arghezi, contre la « préservation de la vie collective », et qu'elle cadre bien avec l'éducation de son fils et de sa fille comme « enfants de la bourgeoisie ». L'écrivain est alors quasiment banni par l'appareil de censure. Ces circonstances s'aggravent après décembre 1948, lorsque Baruțu utilise l'imprimerie familiale pour publier un manifeste anticommuniste. Il est arrêté en 1949 et détenu jusqu'en 1950, date à laquelle son père réussi à négocier sa libération avec la nomenklatura. À cette époque, la famille est réduite à vivre de sources de revenus inhabituelles, notamment les cerises du verger, que Tudor Arghezi vend aux passants. Selon Anania, cette activité commerciale est également adoptée par Mitzura et Baruțu.
En 1951, Mitzura a un petit rôle non crédité dans le film In Our Village (en). Dans un premier temps, elle suit la voie littéraire. Enrôlée à la Faculté des Lettres de l'Université de Bucarest, elle est expulsée en raison de pressions politiques en 1948,. Elle est autorisée à étudier à l'Institut de théâtre Caragiale, après avoir récité un poème soviétique devant le jury d'examen, qui comprend Aura Buzescu. Elle joue ensuite dans divers petits rôles au Théâtre national, mais doit arrêter un an en raison de sa mauvaise santé. En 1953, elle est dans la même classe que le futur réalisateur Geo Saizescu, qui admire beaucoup son père ; comme le note Saizescu, elle reste « plutôt maigre sur les détails concernant [ses] souffrances terrestres ». Certains documents suggèrent qu'elle est initialement enrôlée dans la section cinéma de l'Institut, puis transférée seulement plus tard à la section art dramatique.

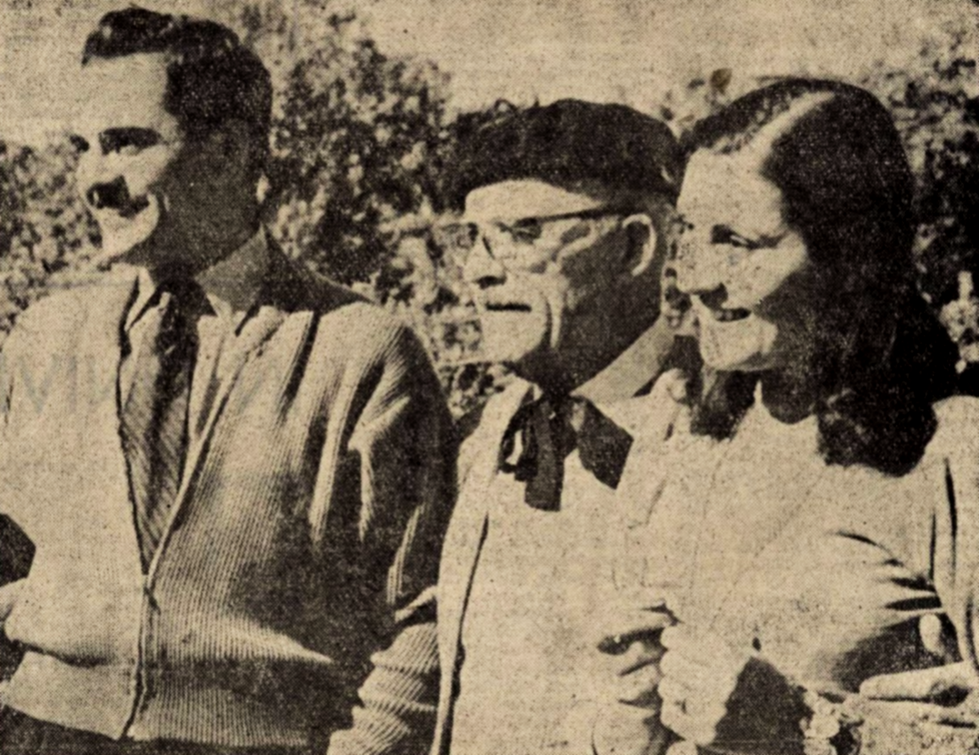
Baruțu, Tudor et Mitzura Arghezi, photographiés en mai 1960

À partir de 1955, Arghezi Sr accepte de participer à la propagande communiste et est admis dans la communauté littéraire du régime. Selon les notes du journal de son ami anticommuniste Petre Pandrea, ce pacte est scellé en raison de contraintes matérielles et en grande partie grâce aux appels persistants de Mitzura. Toujours selon Pandrea, ce changement de statut permet à Mitzura, qui a déjà été mariée une fois, d'entamer son deuxième mariage avec un autre acteur qu'il ne nomme pas. Le mariage, qui a lieu quelque part en Olténie en octobre 1956, est une cérémonie somptueuse avec plus de 1 000 invités et une « cérémonie strictement orthodoxe » puisque, malgré l'athéisme officiellement reconnu, les principales personnalités culturelles qui soutiennent le programme du régime sont désormais autorisées à faire des exceptions. Elle a quitté la maison familiale l'année précédente et passe du temps à différentes adresses. En 1964, elle et sa famille déménagent à Dorobanți, dans une maison récemment nationalisée de la rue Grigore Cerchez.

### Renommée artistique et éditoriale
La censure devient également plus clémente en 1957, au moment où elle obtient son diplôme. Mitzura Arghezi commence à travailler comme comédienne de doublage pour la Société roumaine de radiodiffusion, notamment avec une interprétation de Jocul de-a vacanța de Mihail Sebastian, pour laquelle elle enregistre aux côtés de Radu Beligan, Dina Cocea et Colea Răutu. L'année suivante, une nouvelle édition du Livre des Jouets sort, chez Editura Tineretului, et présente ses dessins comme illustrations. Mitzura reçoit une note positive pour son rôle de l'une des voisines dans La Savetière prodigieuse de Federico García Lorca, une production de janvier 1959 au Théâtre national, qui la voit partager la scène avec Draga Olteanu et Eliza Plopeanu,. Dans ce contexte, elle invite Saizescu à Mărțișor, où lui et Tudor Arghezi discutent d'un projet de film. Ces discussions aboutissent au film comique Doi vecini de 1961, qui est soumis par Saizescu pour l'achèvement de son diplôme en cinéma, et qui met en vedette Mitzura. En 1964, elle obtient un rôle majeur dans Titanic Waltz dans le rôle de Gena. Elle exprime sa déception globale face à ce choix de carrière, rappelant l'avertissement de son père selon lequel la carrière d'actrice « apportera quelques satisfactions […] s'il n'y a personne pour vous soutenir, si vous n'êtes pas la femme d'un réalisateur, la femme d'un manager ou la petite amie de cet homme, il n'y a pas d'avenir, tu peux être aussi douée que possible, il y aura toujours deux parties pour les femmes et dix pour les hommes ».
Au début des années 1960, Mitzura passe une partie de son temps à Genève, où Arghezi Sr suit un traitement pour ce qu'il appelle « sclérose » et « perte de vision ». Elle commence également à contribuer à Scrieri, le corpus définitif des œuvres d'Arghezi Sr. Son septième volume, paru en 1965, présente le Livre des Jouets, à nouveau illustré de ses dessins. Mitzura et Baruțu (qui est alors professeur d'éducation physique à Bucarest) s'occupent de l'écrivain vieillissant à partir de 1966, lorsqu'il est devenu un veuf désemparé. Peu de temps après sa mort en 1967, Mitzura est nommé gardienne de ses papiers, y compris de ses œuvres littéraires inédites. En 1970, elle crée la polémique en refusant d'autoriser une édition critique qui lui est proposée par le chercheur G. Pienescu. Dans un article de 2004, Pienescu accuse en outre « Domnica Theodorescu, la successeure biologique de l'écrivain », d'avoir emprunté sa collection documentaire sous de faux prétextes, de ne jamais l'avoir restitué, puis de l'avoir utilis" frauduleusement pour ses propres éditions sur Arghezi.

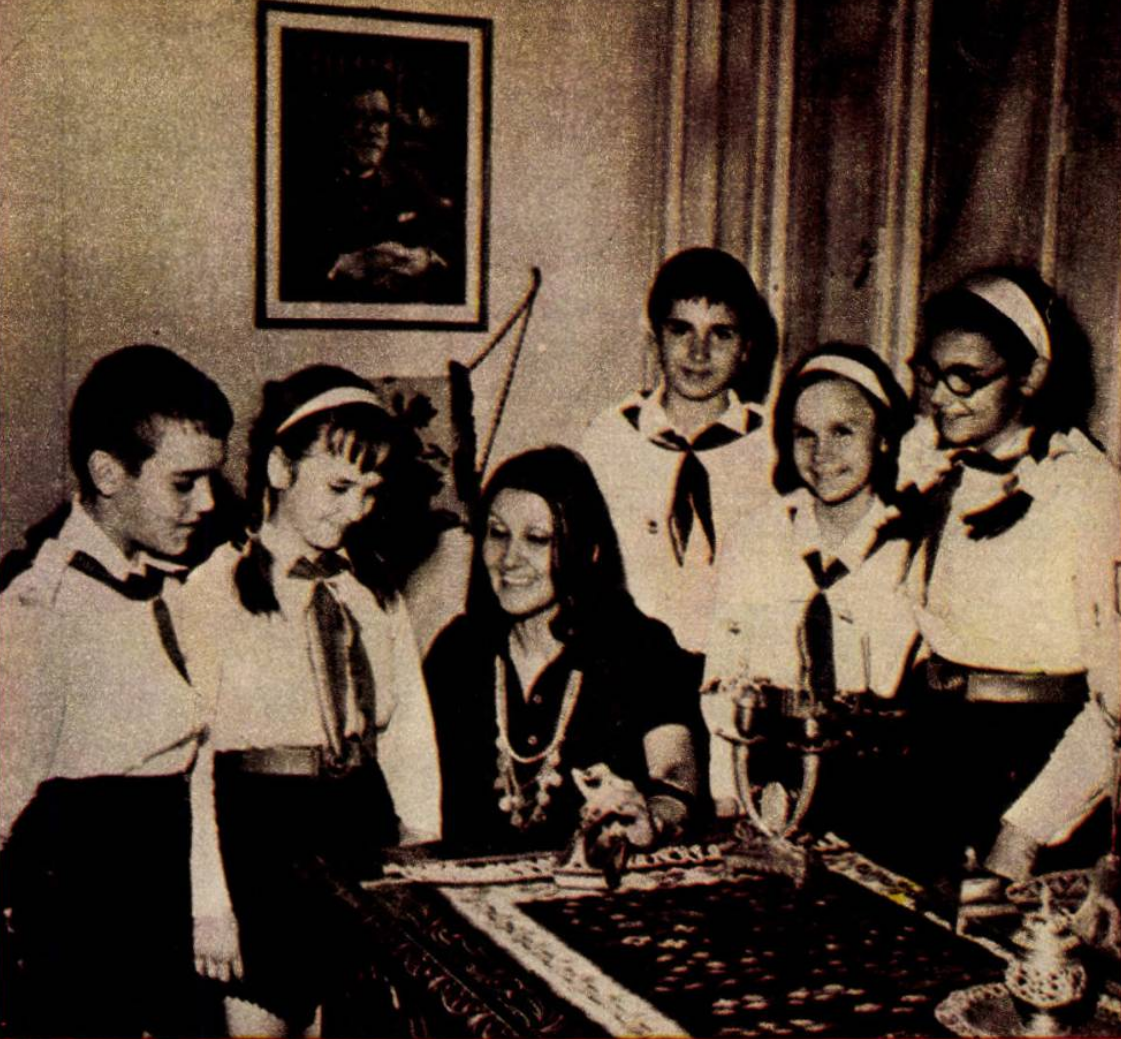
Arghezi avec un groupe de Jeunes Pionniers à Mărțișor, juin 1975.

Bien qu'il ait renoué avec sa famille en visitant la Roumanie en 1958 et 1959, Eli Lotar est laissé à l'écart des conflits et des projets de publication : il décède en 1969 dans l'exil qu'il s'est imposé. Les activités de Mitzura concernent plutôt son jeune frère : en décembre 1972, ils apparaissent tous deux en public à Craiova, lors d'une fête marquant à la fois la relance de la maison d'édition Scrisul Românesc (en) et la publication des derniers poèmes de leur père. L'année suivante, ils publient avec Editura Eminescu leur propre anthologie de ses manuscrits poétiques, sous le titre Călătorie în vis (« Voyage de rêve »). Il est mal commenté par M. Camil dans le journal Milcovul, principalement parce qu'« aucun des poèmes du livre n'est un chef-d'œuvre arghezien ». En 1974, Baruțu choisit de s'installer en Suisse et emporte avec lui tous les manuscrits explicitement anticommunistes de son père, qu'il a l'intention de publier à l'étranger. À son départ, il laisse à sa sœur le reste des droits d'usage sur toutes les autres parties du domaine,. En 1975, Mărțișor devient un musée et Mitzura en est nommée conservatrice, qualifiant cela de « ma réalisation la plus importante ». En poste jusqu'à sa mort en 2015, elle l'organise comme un lieu utilisé par le Musée de la littérature roumaine,,.
La contribution d'Arghezi dans le domaine littéraire se déroule parallèlement à sa carrière cinématographique et théâtrale. En 1966, elle apparaît comme une épouse provinciale dans la satire sur le thème de l'entre-deux-guerres Calea Victoriei et, comme le soutient le critique D. I. Suchianu (en), se révèle « excellente » pour le rôle ; elle retrouve également Saizescu, avec un rôle dans son nouveau projet, La porțile pamîntului. Toujours employée par le Théâtre national, la même année, elle se fait remarquer pour son interprétation d'une Rom nomade dans Copiii pămîntului d'Andrei Corteanu. En 1967, elle apparaît dans la production de Moni Ghelerter de Siringa — écrit par son père pendant son internement à l'époque d'Antonescu, qui s'inspire des maladies réelles de l'auteur et de son mépris pour la profession médicale. L'année 1970 est marquée par son interprétation célèbre du rôle d'une servante dans Al patrulea anotimp de Horia Lovinescu, produit par le Théâtre national. L'année suivante, elle fait ses débuts en rallye amateur : en juin, elle et Adrian Mureșan, au volant d'une Dacia 1300, remportent le bronze lors d'un concours d'acteurs organisé au stade Dinamo. En 1973, elle apparaît dans Ultimul cartuș (en) de Sergiu Nicolaescu, suivi en 1978 par Eu, tu, și... Ovidiu, et en 1980 par Drumul oaselor (en). Entre ceux-ci, en mars 1974, elle est choisie pour l'émission spéciale de la télévision roumaine Când trăiești mai adevărat (« Quand vous vivez de votre mieux »), réalisée par Ion Cojar (en) à partir d'un téléplay de Paul Everac (en).
Arghezi trouve également un emploi stable en tant que doubleuse : la Radio Broadcasting Company la fait apparaître dans de nombreuses pièces radiophoniques, dont au moins deux de son père, et la nomme également co-animatrice de l'émission De toate pentru toți. Aux côtés de Ludovic Antal (en), elle interprète une version du Livre des Jouets, qui, à partir de 1984, est vendue sous forme de LP de collection par Electrecord. Toujours en 1984, elle joue dans la comédie Le Secret de Bacchus, suivie en 1987 par Le Secret de Nemesis. Elle est autorisée à voyager en Occident et se rend aux États-Unis dans les années 1980. Comme elle le déclare en 2002 : « Je n'ai pas aimé ça, je n'aurais pas fait défection là-bas, pas pour un million de dollars ».

### Débuts politiques
Après la Révolution roumaine de 1989, les activités d'Arghezi à Mărțișor peuvent explorer des sujets qui avaient été interdits sous le régime communiste. Au milieu des années 1990, elle et la Société d'amitié Roumanie-Israël coorganisent une soirée dédiée au philosémitisme de son père. Elle fournit également au Centre Pompidou des images de son demi-frère, utilisées lors de la rétrospective Eli Lotar de 1993-1994. En 1992, elle conclut un accord avec l'État roumain, selon lequel ce dernier acquerrait ses droits sur Mărțișor à sa mort,. Sa propre maison de la rue Cerchez, qu'elle partage désormais avec l'Institut national pour l'étude du totalitarisme (INST), fait l'objet d'un examen minutieux, car tous les documents indiquant son ancien propriétaire ont apparemment été égarés.
Le PRM rejoint la coalition du gouvernement Văcăroiu, attribuant à Arghezi le poste de secrétaire exécutif du département gouvernemental pour les affaires de la diaspora roumaine au début de 1995. Le département est créé à la demande spéciale de Vadim Tudor et a Arghezi comme première cheffe,. En septembre, Cristoiu qualifie son activité d'échantillon de corruption, décrivant Arghezi comme une « actrice ratée » et l'une des « pires créations » de son père. Arghezi ne sert dans le département que jusqu'en novembre 1995, date à laquelle elle démissionne volontairement à la suite de remaniements. En juillet, elle est présélectionnée par Vadim Tudor pour un poste adjoint au ministère de la Culture, mais rejetée par le ministre Viorel Mărginean, prétendument parce que ce dernier la trouve trop vieille et peu attrayante. Le mois suivant, elle critique publiquement le gouvernement, soulignant qu'il est trop indulgent envers l'Union démocrate magyare (UDMR). Dans ce contexte, elle exige que l'UDMR soit interdite pour avoir déclenché une « guerre civile » dans les circonscriptions de Transylvanie.
Arghezi est la directrice de campagne de Vadim Tudor avant les élections générales de novembre 1996. Elle se présente elle-même à la Chambre et remporte un siège dans le județ d'Olt. La liste PRM connait un succès inattendu dans cette province, recueillant 7% des suffrages. Cette victoire fait d'elle l'une des 21 (sur 341) députés féminins, parmi lesquels les députés du PRM Daniela Buruiană (en) et Leonida Lari. Le PRM dans son ensemble est opposé à la Convention démocratique roumaine (CDR) au pouvoir. À la mi-1998, Arghezi s''implique dans la polémique nationale. Lors d'une de ses fréquentes tournées dans sa circonscription, elle répond à Constantin Ticu Dumitrescu (en), un militant et ancien prisonnier politique qui a rendu public des documents décrivant Vadim Tudor comme un informateur de longue date de la Securitate. Selon Arghezi, le dossier a été fabriqué à partir de preuves falsifiées par des forces opérant « à l'extérieur des frontières du pays ». Dans sa demande reconventionnelle, elle allègue que Dumitrescu a été impliqué dans la rééducation communiste et n'est donc pas une victime.
Lors des manifestations des mineurs de janvier 1999, Arghezi se rend à Slatina et se prononce contre le gouvernement Vasile pour avoir empêché les manifestants de quitter la vallée du Jiu et d'achever leur marche sur Bucarest. Elle vient siéger à la commission des droits de l'homme de la Chambre, où, selon ses propres termes, elle se heurte à l'UDMR, dont elle considère les représentants comme résolus : « ils sont unis et continuent de faire avancer [leur agenda] ». À ce titre, elle contribue également à faire échouer le projet de Mariana Stoica pour la légalisation des maisons closes. Lors de la délibération finale du 6 octobre 1999, elle fait valoir que les tests médicaux prévus dans ce projet de loi ne constituent pas des garanties suffisantes contre l'épidémie de sida. L'ancienne actrice est réélue aux élections de décembre 2000. Elle et Vadim Tudor sont présents ensemble pour célébrer le bon résultat inattendu du PRM, deuxième parti au classement national. Arghezi préside ensuite la réunion inaugurale de la nouvelle Chambre, en tant que membre le plus ancien de la Chambre ; cela fait également d'elle la première femme à présider une réunion de la Chambre.

### Vieillesse et mort
L'autre travail d'Arghezi est celui de la commission de la Francophonie, ce qui lui permet de « beaucoup voyager », y compris en Afrique francophone, et de constater que « les noirs sont plutôt intelligents ». Elle est également favorable au projet d'adhésion de la Roumanie à l'Union européenne. À peu près à la même époque, elle se retrouve mêlée à des controverses concernant l'idéologie de son parti et ses positions sur la corruption gouvernementale. En avril 2000, le Premier ministre de la CDR, Radu Vasile, supervise un audit du département de la diaspora, qui donne lieu à des allégations selon lesquelles Arghezi s'est livré à des détournements de fonds publics, notamment en ne pouvant rendre compte des appareils électroniques envoyés aux Roumains en Ukraine. Début 2001, Arghezi assiste à une fête à Rahova, où un lycée local porte le nom du romancier juif roumain Mihail Sebastian. La présence d'Arghezi est qualifiée d'inappropriée par Minimum, le magazine israélien de langue roumaine, qui y voit un élément publicitaire du PRM : « comme si le parti dirigé par CV Tudor était éperdument amoureux de nous, juifs ».
Lors du congrès national du PRM, tenu au Palais du Parlement en novembre 2001, Arghezi liy un message de félicitations du Parti communiste chinois ; cet événement, au cours duquel les délégués du parti lancent de nouveaux appels à l'interdiction de l'UDMR, ne réunit pas d'invités des autres groupes parlementaires roumains. Courant juillet 2001, elle doit comparaître comme témoin de Vadim Tudor dans une action civile pour diffamation intentée par Gavril Dejeu, du CDR. Elle est condamnée à une amende en septembre pour ne pas s'être présentée au tribunal. Dès les premiers jours de 2003, Arghezi et Vadim Tudor signent un recours collectif contre le Premier ministre Adrian Năstase, accusé d'avoir violé la constitution roumaine en permettant à Cluj-Napoca de porter un deuxième nom officiel, en hongrois. À la mi-2002, Arghezi, aux côtés de son ancien collègue Sergiu Nicolaescu (qui est également devenu législateur national), propose une législation controversée qui aurait abouti à ce que les députés reçoivent une pension d'État considérablement augmentée, par rapport au Roumain moyen. Le projet de loi fait l'objet, entre autres, du veto de Vadim Tudor, qui affirme qu'Arghezi « l'a signé sans savoir de quoi il s'agit » Ces mois introduisent des spéculations selon lesquelles Arghezi devient sénile, surtout après que, lors d'un rassemblement de PMR à Sibiu, elle s'est assoupie sur sa chaise, glissant et se cassant le bras.
Arghezi continue à remplir un autre mandat complet à la Chambre, jusqu'aux élections de novembre 2004. Elle se présente sur la liste de la Chambre PRM du județ de Buzău, mais n'est pas élue. Elle continue en tant que représentante de PRM au conseil d'administration de la Radio Broadcasting Company (2005-2010),. Cette période voit Arghezi réaffirmer sa loyauté envers Vadim Tudor : lors du schisme du parti organisé à la mi-2005 par Corneliu Ciontu, elle reste affiliée à l'aile Vadim et dirige sa section féminine. En novembre 2005, elle est confirmée comme membre du Bureau Permanent du PRM. Le politologue Tom Gallagher souligne son dévouement à la cause, dans le cadre d'un phénomène plus vaste : « Proportionnellement, plus de femmes siègent sur les bancs parlementaires du PRM que dans tout autre parti […]. Aucune femme n'a été parmi les de nombreux transfuges de haut rang du PRM, Vadim peut donc avoir des raisons de penser que sa position est assurée s'ils se voient confier un rôle de premier plan dans les affaires du parti ».
Avant la fin de son mandat à la Chambre, Arghezi remplit une déclaration de patrimoine obligatoire. Elle aurait été présentée comme l'une des députées les moins riches, possédant à son actif quelque trois hectares de terres agricoles, une Dacia Nova et un appartement. En 2002, elle se plaint du fait que toutes les dépenses de Mărțișor sont à sa charge et que le Musée de la Littérature ne remplit pas ses tâches. Elle souligne n’avoir jamais eu d’enfants, mais aussi qu’elle s’occupe d’un parent né avec un trouble majeur de la parole. Elle s'implique également dans des causes du bien-être animal. Arghezi est également remarquée et critiquée pour sa stricte application de la loi sur le droit d'auteur en ce qui concerne les œuvres poétiques de son père : en 2005, elle aurait poursuivi une maison d'édition pour avoir publié une version non autorisée de la comptine des enfants de son père, Zdreanță. Quatre ans plus tard, elle est critiquée pour facturer des sommes exorbitantes à quiconque souhaite réimprimer l'un des écrits de son père. Cette position menace les maisons d'édition privées, qui ne peuvent plus se permettre de les inclure dans les manuels littéraires et envisagent de les ignorer complètement. De même, l'acteur Ion Caramitru, qui présente des récitals de poésie sur la musique de Johnny Răducanu (en), est contraint d'omettre les vers d'Arghezi, mais improvise avec des références allusives lors d'un spectacle organisé à Budapest. Arghezi s'associe au légataire de Vasile Voiculescu (en), Andrei Voiculescu, accusant les maisons d'édition de récolter d'importants bénéfices « qu'elles ne souhaitent partager avec personne d'autre », et révèle qu'elles n'a jamais collecté les droits d'auteur des manuels scolaires mis gratuitement à la disposition des écoliers.
Au cours des dernières étapes de sa vie, Mitzura Arghezi se joint à Traian Radu pour publier le corpus Tudor Arghezi, poursuivi par Editura Minerva. Il s'agit notamment du 42e volume, paru en 1999, avec des articles non édités et non censurés des années 1940. Il est salué pour sa valeur documentaire par l'historien littéraire Zigu Ornea (en), qui critique également les éditeurs pour ne pas inclure d'informations pertinentes et pour avoir toléré « de nombreuses fautes de frappe ». Arghezi survit à son jeune frère, retourné en Roumanie, où il réussit à publier sa propre édition des œuvres secrètes de son père, en 2010. Il meurt à Arad le 26 août de la même année. Mitzura cesse ses activités en septembre 2015, lorsqu'elle entre à l'hôpital Elias. Elle est ensuite transférée dans une maison de retraite du secteur 1 de Bucarest.
Cet épisode divise la famille élargie et le cercle d'amis d'Arghezi, la fille de Baruțu, Doina Elena, la signalant comme disparue ; il s'avère qu'elle partage le logement de Traian Radu, qu'elle a désigné comme son unique héritier. Vadim Tudor se prononce contre Radu sur Antena 1, critiquant ses décisions au nom de Mitzura. Il s'agit de sa dernière interview télévisée, peu avant sa mort le 14 septembre. Mitzura elle-même décède le matin du 27 octobre ; elle avait 90 ans. Un service funéraire orthodoxe a lieu pour elle à Mărțișor, où elle est enterrée, dans une tombe partagée avec ses parents. C'était sa demande, incluse dans le don qu'elle a négocié avec l'État roumain. La cérémonie est interrompue par une autre dispute autour de sa richesse restante, qui se manifeste par un échange houleux entre Traian Radu et Doina Arghezi.

## Filmographie
- Doi vecini (1959) – Marița[92]
- Furtuna (1959)[93]
- Celebrul 702 (1962)[94]
- Titanic Waltz (1964) – Gena[95]
- Michel le Brave (1971)[96]
- Chantage (1981)[97]
- Secretul lui Nemesis (1987)[98] – Le voisin
- Iubire și onoare (2010) – Varvara[99]